# Paul Painlevé
Paul Painlevé  (Párizs, 1863. december 5. – Párizs, 1933. október 29.) a Harmadik Köztársaság 52. és 60.   miniszterelnöke volt. Első megbízatását az első világháború legkritikusabb időszakában, a másodikat pedig az 1925-ös pénzügyi válság során látta el. Emellett matematikus és a repülés támogatója volt.

## Élete

### Tanulmányai és szerepe a tudományos életben
Paul Painlevé 1863. december 5-én született a Párizsban. Az École normale supérieure-ben végezte tanulmányait, majd a Göttingeni Egyetemen írta meg a matematikai témájú szakdolgozatát. Ezt 1887-ben mutatta be Párizsban és még ebben az évben professzor lett Lille-ben. 1892-ben Párizsba költözött, ahol előbb az École polytechnique-ben, majd 1896-tól az Collège de France-ban oktatott. Elismert matematikusként számos díjat elnyert, köztük 1890-ben a matematikai tudományok nagydíját (Grand Prix des Sciences Mathématiques) és 1894-ben a Bordin-díjat (Prix Bordin).
1895-ben II. Oszkár svéd király felkérésére előadásokat tartott a Stockholmi Egyetemen. Ezeknek az előadásoknak az anyagát két évvel később Leçons sur la théorie analytique des équations differentielles (leckék a differenciálegyenletek analitikus elméletéről) néven publikálta és ezzel jelentős hozzájárulást nyújtott a matematika területén. 1897-től az École Normale Supérieure-ben oktatott. Emellett Painlevé előbb a dinamika, majd ebből következően a repüléstudomány iránti érzett komoly érdeklődést és fejtett ki számottevő tevékenységet. 1908-ban, Auvours-nál Wilbur Wrighttal hajtott végre repülést és egy évvel később az École Aéronautique-ban létrehozta az első repülési-mechanika kurzust.

### Politikusként
Ezt követően a politika is felkeltette az érdeklődését. 1906-ban a párizsi választókerület képviselőházának tagja lett. Az első világháború alatt oktatásügyi miniszterként tagja volt Aristide Briand kormányának. Emellett a feltalálásokkal kapcsolatos minisztérium vezetőjévé is őt választották, valamint 1917 márciusától szeptemberig a hadügyminiszteri teendőket is ellátta. Hadügyminiszterként, a Nivelle-offenzíva sikertelensége után, leváltotta Robert Nivelle tábornokot a francia fegyveres erők főparancsnoki tisztségéről és helyére Philippe Pétain tábornokot nevezte ki. Ezen döntését egyesek erősen vitathatónak tartották.
1917 szeptemberében miniszterelnökként saját kormányt alakított, októberben pedig Versailles-ban hozzájárult a szövetséges főtanács létrehozásához. A főtanács francia képviselőjének Ferdinand Foch marsallt választotta, aki később a szövetséges katonai erők főparancsnoka lett. Novemberben Painlevé lemondott és átadta a helyét Georges Clemenceau-nak. Ezt követően a Cartel des Gauches nevű baloldali koalíció egyik alapítója lett, amely az 1924-es országgyűlési választásokon győzelmet aratott a jobboldal Bloc National felett.
1925 áprilisában ismét miniszterelnök lett, de már novemberben lemondott, mivel az egyetértés hiánya miatt nem sikerült megoldást találnia a francia frank leértékelődése nyomán bekövetkező pénzügyi válságra. Ezt követően Aristide Briand és Raymond Poincaré kormányában is betöltötte a hadügyminiszteri tisztséget és 1930-tól 1931-ig, valamint 1931-től 1932-ig légügyi miniszterként tevékenykedett. 1933. október 29-én hunyt el Párizsban.

## Megítélése
Bár politikai tevékenysége nem mondható kiemelkedőnek, de matematikusként szerzett érdemei, különösen a differenciálegyenletek terén, vitathatatlanok. 1900-ban a Francia Természettudományi Akadémia tagjává, 1930-ban a Magyar Tudományos Akadémia tiszteleti tagjává választották.

## Magyarul megjelent művei
- Paul Painlevé–Émile Borel–Charles Maurain: Az aviatika; ford. Erdős Lajos; Athenaeum, Bp., 1925 k. (Természet és technika)

## Kapcsolódó szócikk
- Franciaország miniszterelnökeinek listája

| Elődje: Alexandre Ribot | Franciaország kormányfője 1917. szeptember 12. – 1917. november 13. | Utódja: Georges Clemenceau |

| Elődje: Édouard Herriot | Franciaország kormányfője 1925. április 14. – 1925. november 22. | Utódja: Aristide Briand |